# سون کرنرز (ویرجینیا)
سون کرنرز (به انگلیسی: Seven Corners) یک منطقهٔ مسکونی در ایالات متحده آمریکا است که در شهرستان فرفکس، ویرجینیا واقع شده‌است. سون کرنرز ۱٫۸ کیلومتر مربع مساحت و ۹٬۲۵۵ نفر جمعیت دارد و ۱۱۷ متر بالاتر از سطح دریا واقع شده‌است.